# イヌネコ。
『イヌネコ。』は、葉月京による日本の漫画作品。『エース特濃』（角川書店）にて連載されていた。単行本は全1巻。2009年映画公開。

## あらすじ
美人教師・星川幸に一目惚れした少年・神田寅一は、彼女が勤める東萌女子学園へ女装して通っていたが、寅一に好意を寄せる女子高生・青井マキノの登場で女装を知られてしまう。そんな中、雷に打たれたショックで幸とマキノの人格が入れ替わってしまう。

## 映画

### キャスト
- 星川幸 - 宮内知美
- 青井マキノ - 矢吹シャルロッテ
- 神田寅一 - 内山眞人
- 大口兼悟
- 友田真希

### スタッフ
- 監督：金田敬
- プロデューサー：三木和史、高山芽衣
- 原作：葉月京
- 脚本：小林弘利
- 撮影：今井裕二
- 音楽：MOKU
- 美術：石毛朗
- 編集：新妻宏昭
- 配給：ビデオプランニング